# Suniops apicalis
Suniops apicalis is een keversoort uit de familie bladrolkevers (Attelabidae). De wetenschappelijke naam van de soort werd in 1933 gepubliceerd door Eduard Voss.